# Эшива Ибелин (королева Кипра)
Эшива Ибелин (фр. Echive d'Ibelin; 1160 — 1196/1197) была дочерью Балдуина Ибелина, сеньора Рамлы и Ришильды де Бетсан.

## Брак и дети
Она вышла замуж за Амори II Иерусалимского (1145—1205), коннетабля Иерусалимского королевства (впоследствии — короля Кипра (1194—1205) и Иерусалима (1197—1205)). Их детьми были:
- Бургонь (1176/1180 — ок. 1210); 1-й муж: с 1193 года Раймунд VI (27 октября 1156 — 2 августа 1222), граф Тулузы (3-я жена), была им отвергнута в 1194 и разведена в 1194 или 1196; 2-й муж: Готье де Монбельяр (Готье II де Монфокон) (погиб 20 июля 1212 года в битве при Саталии).
- Ги (1197—1205).
- Жан (1197—1205).
- Гуго I (ок.1194 — 1218), король Кипра.
- Элоиза (ок. 1190 — ок. 1218); муж: с 1205 года Эд де Дамьер-сюр-Салон (ум. после 1210), сеньор де Шарже-ле-Гре (похищена в 1210 вторым мужем); 2-й муж: Раймунд Рупен (ум. 1222), князь Антиохии.
- Алиса (1197—1205)